# Symptom of the Universe: The Original Black Sabbath 1970–1978
Symptom of the Universe: The Original Black Sabbath 1970–1978 es un álbum recopilatorio de la banda inglesa Black Sabbath, lanzado en el año 2002. Todas las canciones fueron remasterizadas. Contiene material de la primera época de Ozzy Osbourne en la banda.

## Lista de canciones
Todas las canciones fueron escritas por Tony Iommi, Geezer Butler, Bill Ward, Ozzy Osbourne, excepto donde se indica.

### Disco Uno
1. "Black Sabbath"
2. "N.I.B."
3. "The Wizard"
4. "Warning"
5. "Evil Woman"
6. "Paranoid"
7. "Iron Man"
8. "War Pigs"
9. "Fairies Wear Boots"
10. "Sweet Leaf"
11. "Children of the Grave"
12. "Into the Void"
13. "Lord of This World"

### Disco Dos
1. "After Forever"
2. "Snowblind"
3. "Laguna Sunrise"
4. "Changes"
5. "Tomorrow's Dream"
6. "Supernaut"
7. "Sabbath Bloody Sabbath"
8. "Fluff"
9. "Sabbra Cadabra"
10. "Am I Going Insane (Radio)"
11. "Symptom of the Universe"
12. "Hole in the Sky"
13. "Rock 'n' Roll Doctor"
14. "Dirty Women"
15. "Never Say Die"
16. "A Hard Road"

## Personal
- Sharon Osbourne, producción
- Dan Hersch, Bill Inglot, masterizado